# Рыбка и слон
«Рыбка и слон» (кит. 今年夏天 букв. «Этим летом», англ. Fish and Elephant) — китайская мелодрама 2001 года режиссёра Ли Юй.

## Сюжет
Сяо Цюнь работает в зоопарке, ухаживает за слонихой. Сяо Цюнь — лесбиянка, но её мать настаивает, чтобы она завела семью и детей. Сяо Цюнь знакомится по её просьбе с мужчинами, но совершенно в них не заинтересована. В это время она знакомится с Сяо Лин и у них начинается роман. Когда мать приезжает к ней пожить, Сяо Цюнь поначалу не раскрывает своей тайны.
В зоопарк приходит старая возлюбленная Сяо Цюнь, Цзюньцзюнь, и просит дать ей убежище, так как она скрывается от полиции. Сяо Цюнь помогает ей, думая, что та ограбила банк. Но когда приходит полицейский, оказывается, что подругу ищут за убийство отца. Сяо Лин застает Сяо Цюнь с Цзюньцзюнь в зоопарке и бросает любовницу.
Мать Сяо Цюнь собирается замуж. По-прежнему обеспокоенная предполагаемым одиночеством дочери, она не оставляет надежду выдать и её замуж. Сяо Цюнь приходится сказать ей правду. Мать поражена, но потом соглашается, что дочь может поступать по-своему. Сяо Цюнь тем временем мирится с Сяо Лин, а Цзюньцзюнь полиция арестовывает в зоопарке.

## Актёрский состав
| В ролях       |  | Персонаж      |
| ------------- |  | ------------- |
| Пань И        |  | Сяо Цюнь      |
| Ши Тоу        |  | Сяо Лин       |
| Чжан Цзилянь  |  | мать Сяо Цюнь |
| Чжан Цяньцянь |  | Цзюньцзюнь    |

## Награды
Фильм получил следующие награды:
| Награды                    | Награды | Награды                        | Награды   | Награды    |
| -------------------------- | ------- | ------------------------------ | --------- | ---------- |
| Фестиваль / Премия         | Год     | Награда                        | Категория | Победитель |
| Берлинский кинофестиваль   | 2002    | Netpac Award — Special Mention |           | Ю Ли       |
| Венецианский кинофестиваль | 2001    | Elvira Notari Prize            |           | Ю Ли       |